# Milan Munclinger
Milan Munclinger (Košice, 3. srpnja 1923. – Prag, 30. svibnja 1986.) bio je značajni češki flautist, dirigent, skladatelj i glazbeni teoretičar.

## Životopis
Potječe iz umjetničke obitelji oca Josefa Munclingera, opernog pjevača i umjetničkog voditelja opere u Praškom narodnom kazalištu, i majke, glumice i članice glumačkog ansambla Slovačkog narodnog kazališta u Bratislavi. Nakon diplome na Praškom konzervatoriju 1948., studirao je dirigiranje i skladanje u klasi prof. Václava Talicha na Glazbenoj akademiji u Pragu. 1952. također je diplomirao glazbenu teoriju, estetiku, filozofiju i orijentologiju na Karlovom sveučilištu u Pragu.
Od 1946. posvetio se proučavanju barokne glazbe i prevođenju stranih publikacija na češki jezik. Tako je postao prvim Čehom koji je preveo knjigu Arnolda Dolmetscha The Interpretation of the Music of the 17th and 18th Centuries Revealed by Contemporary Evidence i nekoliko manjih znanstvenih radova o baroknoj glazbi na češki jezik. U suradnji s nakladničkim kućama Supraphon i Bärenreiter otkrio je, uredio i objavio veliki broj arhivskih skladbi. Sudjelovao je i na natjecanju Musica Antiqua Bohemica kao dirigent, na kojem je 1955. izvedba francuskog flautista Jeana-Pierrea Rampala i Praškog simfonijskog orkestra na čelu s njim, Bendinog i Rochterovog Koncerta za flautu donijela prestižnu nagradu Grand Prix du Disque. 1951. osnovao je i barokni glazbeni ansambl Ars Rediviva, koji je svojim izvedbama popularizirao baroknu glazbu u tadašnjoj Čehoslovačkoj.
Uz baroknu glazbu, zanimao se i za improviziranje skladbi jazz glazbom, u čemu je surađivao i s modernim skladateljima (André Jolivet, Ilja Hurník), te i napisao nekoliko skladbi s jazz improvizacijama i modulacijama. Bio je dirigent Praške filharmonije i Simfonijskog orkestra Češke televizije, a uz njih i svog osobnog ansambla »Ars Rediviva Orchestra«. Sa svojim mentorom i Jean-Pierreom Rampalom počeo je surađivati 1951., a suradnja je trajala do njegove smrti 1986. Kao dio suradnje, bio je jedan od članova prosudbenog povjerenstva na natjecanju flautista Concours de flaute Jean-Pierre Rampal 1980. i 1983. i predavač na tečajevima uspješnosti u Bayreuthu, Bavarska i Nici (Académie Internationale d'Été Jean-Pierre Rampal). Rampalu je posvetio svoje rekonstrukcije Bachovih koncerata BWV 1055, 1056 i 1059. No, i Rampal je neka svoje rekonstrukcije Bachovih djela posvetio njemu, o čemu i piše u svojoj knjizi Musique, ma vie (hrv. Glazba, moj život; engl. Music, My Love) opisujući i svoju dobru suradnju s Munclingerom.

## Vanjske poveznice
- (engl.) (češ.) František Sláma, Arhiva: Milan Munclinger u dokumentima i uspomenama  Arhivirana inačica izvorne stranice od 4. travnja 2015. (Wayback Machine), Milan Munclinger i Ars Rediviva  Arhivirana inačica izvorne stranice od 9. lipnja 2018. (Wayback Machine), Diskografija ansambla Ars Rediviva: Snimke sa Supraphonom i Pantonom  Arhivirana inačica izvorne stranice od 4. ožujka 2016. (Wayback Machine), dokumenti – fotografije – arhiva zvučnih zapisa
- (češ.) Arhiva zvučnih zapisa češkog radija  Arhivirana inačica izvorne stranice od 9. veljače 2012. (Wayback Machine)
- (engl.) WorldCat Libraries, Milan Munclinger
- (engl.) J.S.Bach Home Page
- (češ.) Muzikus.cz: Jean-Pierre Rampal i Milan Munclinger
- Discogs.com – Milan Munclinger (diskografija)